# Isia anixielloides
Isia anixielloides är en svampart som beskrevs av Udagawa & Y. Sugiy. 1982. Isia anixielloides ingår i släktet Isia, klassen Sordariomycetes, divisionen sporsäcksvampar och riket svampar.   Inga underarter finns listade i Catalogue of Life.